# Elbert Gábor
Elbert Gábor (Budapest, 1971. március 21. –) magyar egyetemi oktató, testnevelő, sportvezető, tréner. 2006–2008 között a Magyar Köztársaság kormányának sport szakállamtitkára, jelenleg trénerként és mediátorként tevékenykedik.   2010 óta a Pécsi Tudományegyetem adjunktusa.

## Életpályája
Édesapja Elbert György (1926–2000) sportvezető, újságíró, édesanyja Elbertné Dr. Farkas Judit (1944–2013) testnevelő tanár, egyetemi oktató a Testnevelési Egyetem (TF) tanulmányi osztályvezetője.
A budapesti Eötvös József Gimnáziumban érettségizett 1989-ben, majd a Magyar Testnevelési Egyetemen szerzett középiskolai testnevelő tanári végzettséget (1995) és labdarúgó szakedzői diplomát (1997).
1998–1999-ben HR-trénerként, coachként dolgozott az osztrák Team Training Hungary cégnél.
Ezt követően a Corvinus Egyetem Államigazgatási karán kezdte meg újabb tanulmányait, ahol 2003-ban kapta meg személyügyi igazgatási diplomáját, doktori fokozatát a sport és társadalomtudományokért (PhD) pedig a Semmelweis Egyetemen szerezte 2010-ben.
Egy ideig testnevelő tanárként is dolgozott, és karrierje a sportüzlet felé kanyarodott, egyebek mellett a műfüves futballpályák és a rekortán borítású atlétikai pályák forgalmazásával foglalkozó cégnél dolgozott ügyvezetőként.
Squash (fallabda) edző, 1994 és 2006 között a Magyar Fallabda Szövetség főtitkára, elnöke.  
2001-től a Nemzeti Sportszövetség (NSSZ) főtitkáraként dolgozott, 2005-ben ő volt a magyar csapat vezetője a duisburgi világjátékokon, amely a nem olimpiai sportágak olimpiája. Egy évvel később, 2006-ban sport-szakállamtitkárnak nevezték ki. Az általa irányított Nemzeti Sportstratégiát teljes konszenzussal fogadta el az Országgyűlés. Neki sikerült keresztülvinnie az Oktatási Minisztériumon, hogy az úgynevezett közoktatási típusú sportiskola tanterve hivatalos kerettantervvé váljon. Ez történelmi lépés a sport és az oktatás viszonyában.
2008-ban ismét a futball kapott főszerepet az életében, a Magyar Labdarúgó-szövetség (MLSZ) főtitkára lett. Ezt követően (2011-ben) az UEFA Európa Liga küzdelmeiben induló MVM-Paks szervezési igazgatója és delegációvezetője volt, ahol napjainkban ismét szerepet vállalt a háttérben.
Ezután 2012–2013-ban a PMFC-Matias NB I-es labdarúgóklub cégvezetőjeként dolgozott. Pécs városához más szálak is fűzik: 2010 óta a Pécsi Tudományegyetem adjunktusa.
Saját cége tréningezéssel, coach-olással, mediátori tevékenységgel, stratégiakészítéssel foglalkozik.
Balzsay Károly profi világbajnok ökölvívó menedzsereként is működött baráti alapon, azt követően, hogy Balzsay kétszer is vereséget szenvedett, és jelentős szerepe volt abban, hogy az ökölvívó később kétszer is újra világbajnok lett.

## Legfőbb munkák
- Nemzeti Sportstratégia – Györfi Jánossal
- Közoktatási típusú sportiskola felépítése – Parti Zoltánnal
- Doktori disszertációjának témája a testnevelés helyzete, szerepe a közoktatásban, a rendszerváltás utáni Magyarországon.

## Média szereplések
2000 őszén indult a Magyar Televízió Sportriporter kerestetik vetélkedőjén, ahol a döntőbe jutott, ennek nyomán egy kábeltévé-csatornán 2001-2006-ig közvetíthette a REAC labdarúgócsapatának mérkőzéseit, a Budapest Rádióban pedig hetente egyszer Sportmagazint vezetett a 2000-es évek elején.
A különféle sportvezetői szerepköréből adódóan a televíziós és rádiós csatornák sportműsorainak állandó vendége volt;
A Sportos Elmék (Balzsay Károly, Harsányi Gergely, Imre Géza, Kulcsár Katalin, Virág Lajos, S. Kovács Ádám, Zubor Attila, Faltusz Viktória, Lőwy Dóra, Zwickl Dániel, Hidvégi Vid, Vayer Gábor) tagjaként azonos néven, címen mértékadó sportszakmai műsort készített, vezetett a Hatoscsatornán (2011–2012).

## Sporttevékenysége
Az iskolai évek alatt versenyszerűen kézilabdázott, síelt, több mint 10 évig volt igazolt labdarúgó. Később egyre komolyabban kezdett foglalkozni a fallabdázással is. Jelenleg is aktív életet él. Sportos életéről maga nyilatkozta: „Nem iszom alkoholt, nem kávézom, nem dohányzom, az sms az egyetlen mániám”

### Sportos elmék
- https://www.youtube.com/watch?v=U4TW7Sojvgs